# Cavaliada Tour
Cavaliada Tour – największy cykl zawodów jeździeckich w Polsce, które odbywają się w czterech miastach: Warszawie, Poznaniu, Sopocie i Krakowie. Wydarzenie jest autoryzowane przez FEI (Międzynarodowa Federacja Jeździecka) i towarzyszy mu wiele innych wydarzeń.
Podczas Cavaliady rywalizują ze sobą zawodnicy czterech konkurencji jeździeckich: skoków przez przeszkody, powożenia, WKKW i ujeżdżenia. Głównym celem imprezy jest popularyzacja jeździectwa w Polsce przede wszystkim jako dyscypliny sportowej.

## Lokalizacja
Obecnie Cavaliada Tour odbywa się w czterech miastach:
- Poznań: jest to najstarsza lokalizacja. Uznawana za najbardziej prestiżową. Zawody i towarzyszące im wydarzenia odbywają się na Międzynarodowych Targach Poznańskich (MTP),
- Warszawa: zawody w Warszawie są organizowane zwykle na terenie Centralnego Ośrodku Sportu Towar.
- Kraków: zawody w Krakowie odbywają się Tauron Arena Kraków, czyli największej hali widowiskowo-sportowej w Polsce.
- Sopot: jest to najnowsza lokalizacja. Zawody, pokazy oraz targi sprzętu i akcesoriów odbędą się w hali widowiskowo-sportowej Ergo Arena, położonej na placu dwóch miast — Sopotu i Gdańska.

## Rywalizacja
Na arenach zawodnicy walczą w kategoriach: w skoki przez przeszkody, dresaż (ujeżdżanie), WKKW i powożenie. W programie każdego wydarzenia znajdują się konkursy w ramach:
- Halowego Pucharu Polski we Wszechstronnym Konkursie Konia Wierzchowego,
- Halowego Pucharu Polski w Powożeniu Zaprzęgami Czterokonnymi,
- Cavaliada Dressage Tour (ujeżdżenie),
- Cavaliada Future (konkursy dla dzieci na kucach)[3]

## Wydarzenia towarzyszące
Elementem każdej Cavaliady są imprezy jest program rozrywkowy, w ramach którego publiczność ogląda widowiska teatralne i pokazy z udziałem koni. Wielu odwiedzających przyciągają także targi sprzętu i akcesoriów jeździeckich. Od niedawna dodatkowo podczas tego wydarzenia odbywa się hybrydowa aukcja koni sportowych.

## Historia
Początki Cavaliady związane są z Międzynarodowymi Targami Poznańskimi. Na Targach tych od 1993 roku organizowano zawody jeździeckie. W 2009 roku po raz pierwszy organizatorem został właściciel obiektu (Międzynarodowe Targi Poznańskie), który do tej pory był tylko gospodarzem, a zawody w skokach przez przeszkody pod szyldem Poznań Cup zyskały rangę ogólnopolską. 
W 2010 roku powstała marka Cavaliada. Odbywające się wówczas zawody miały rangę międzynarodową, z konkursem kwalifikacyjnym Pucharu Świata.  
Wtedy też zarysowała się formuła zakładająca podział wydarzeń na część targową, sportową i pokazową. Dzięki temu wydarzenie zyskało kompleksowy charakter i zaczęło przyciągać nową, coraz szerszą publiczność.
W roku 2012 Zarząd MTP podjął decyzję o organizacji Cavaliady w Warszawie, a w 2013 także w Lublinie (na Targach Lublin). W roku 2016 z okazji 95-lecia Międzynarodowych Targów Poznańskich w Kołobrzegu odbyła się specjalna edycja wydarzenia Cavaliada Summer Jumping. W 2019 roku do lokalizacji jeździeckich zmagań dołączył także Kraków. W 2022 roku po raz pierwszy Cavaliada odbyła się w Sopocie.